# Bandeira de León (Guanajuato)
A Bandeira de León o bandeira de Leão é um dos símbolos oficiais da cidade e município de León, do estado de Guanajuato, uma subdivisão do México. Seu uso foi aprovado em 18 de setembro de 2008, durante a gestão do então congreso do estado, com a aprovação de um júri designado para o caso.

## Desenho e simbolismo

### Descrição
Seu desenho consiste no campo verde de proporção largura-comprimento de 4:7 no meio o brasão de armas do município de León, abaixo tem a legenda de Municipio de León, Gto.

## Cores
As cores da bandeira são verde:
| Cor) | Cor)  | Código Hex HTML |
| ---- | ----- | --------------- |
|      | verde | #009c3b         |